# Locus caeruleus
De locus caeruleus of blauwe kern is een centrale hoofdkern in de hersenstam, meer bepaald in de zijwand van de vierde hersenventrikel. Hij is betrokken bij de regulatie van emoties, de activatietoestand van de hersenen en de slaap-waakritmiek. Dit laatste gebeurt in samenwerking met de nucleus suprachiasmaticus. Hij produceert de neurotransmitter noradrenaline (ook wel norepinefrine genoemd) en heeft vele diffuse uitlopers (axonen) naar de schors van zowel de grote als de kleine hersenen. Ook dieper gelegen gebieden zoals de thalamus, de hypothalamus, de dorsale ganglia en de hippocampus worden deels gestuurd vanuit de locus caeruleus.
In de literatuur wordt ook vermeld dat dit hersengedeelte met name betrokken is in de onthoudingsfase van een afhankelijkheid en daarbij kan men denken aan de onthoudingsfase van bijvoorbeeld een alcoholafhankelijkheid.

## Naamgeving
Naast de schrijfwijze locus caeruleus in de officiële nomenclatuur (Terminologia Anatomica), kwam voorheen (en nog steeds in de Engelstalige vakliteratuur) de schrijfwijze locus coeruleus voor. Dit is echter een verkeerde schrijfwijze voor dit woord uit het klassieke Latijn voor hemelsblauw. Het woord caeruleus is afgeleid van caelum, hemel/lucht.